# 拉肯卡爾山

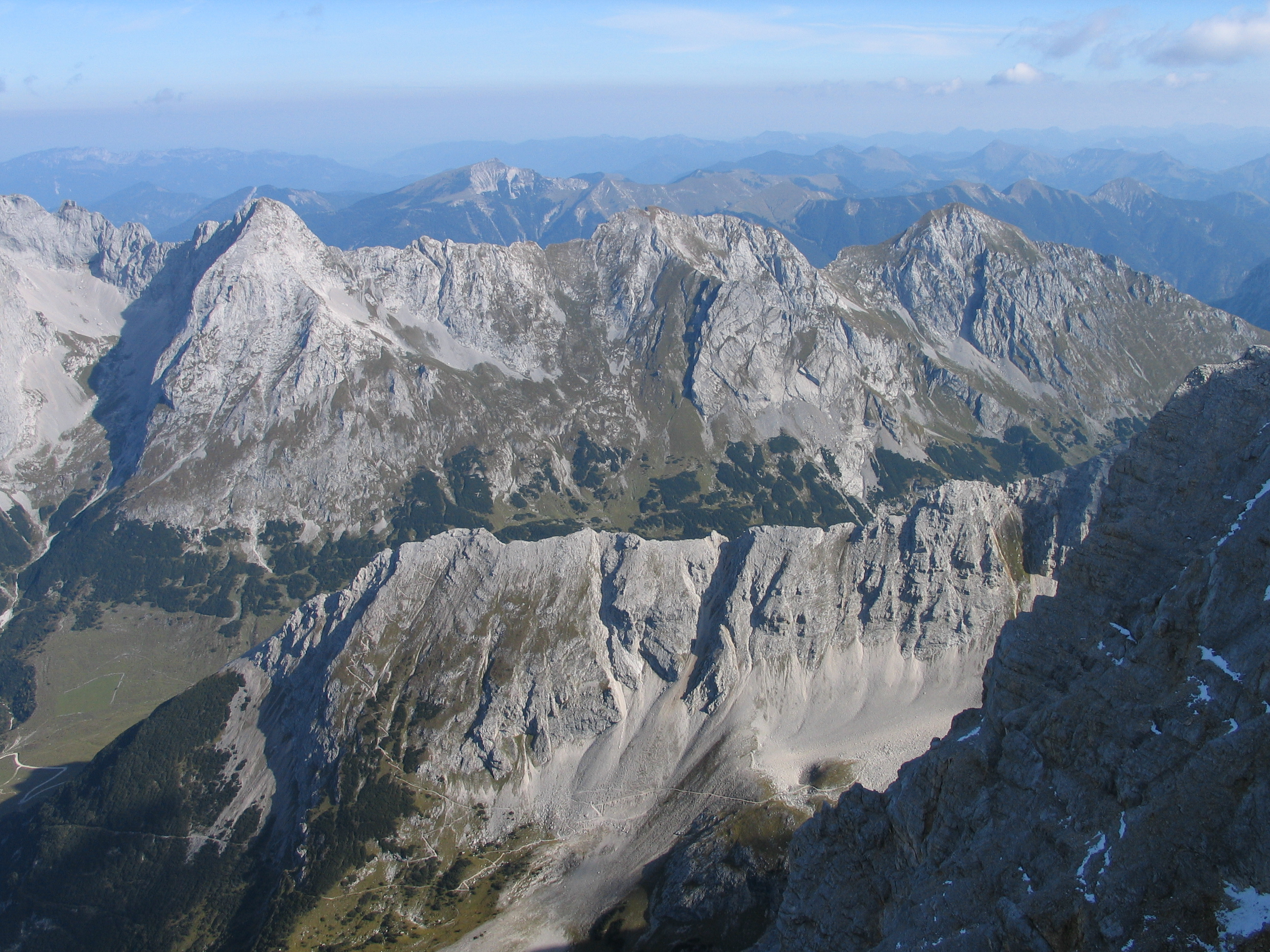

47°26′15″N 11°26′37″E / 47.43741324675751°N 11.443676948547363°E
拉肯卡爾山（德語：Lackenkarkopf），是奧地利的山峰，位於該國西部，由蒂羅爾州負責管轄，屬於卡爾文德爾山脈的一部分，距離格拉本卡爾峰1公里，海拔高度2,416米，人類在1870年首次登頂。